# Nahávand megye

Hamadn tartomány megyéinek elhelyezkedése

Nahávand megye (perzsául: شهرستان نهاوند) Irán Hamadán tartománynak egyik délnyugati megyéje az ország nyugati részén. Északon Tujszerkán megye, északkeleten, keleten Malájer megye, délkeleten, délen Loresztán tartomány, nyugatról Kermánsáh tartomány határolják. Székhelye a 72 000 fős Nahávand városa. Második legnagyobb városa a 8000 fős Giján. További városa még: Barzul és Firuzán. A megye lakossága 178 683 fő. A megye négy további kerületre oszlik: Központi kerület, Giján kerület, Hezel kerület és Zarrin Dast kerület.

## Fordítás
- Ez a szócikk részben vagy egészben  a   Nahavand County című angol Wikipédia-szócikk ezen változatának fordításán alapul.  Az eredeti cikk szerkesztőit annak laptörténete sorolja fel. Ez a jelzés csupán a megfogalmazás eredetét és a szerzői jogokat jelzi, nem szolgál a cikkben szereplő információk forrásmegjelöléseként.